# Nikël
Nikël é uma comuna (em albanês:  komuna) da Albânia localizada no distrito de Krujë, prefeitura de Durrës.